# 阻塞高壓

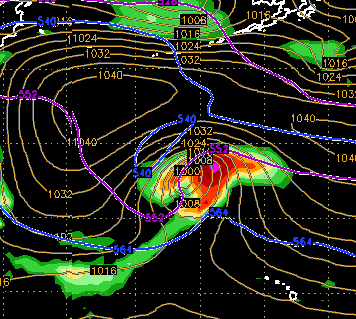
阻塞高氣壓影響時，地面會有強冷高壓及溫帶氣旋出現，氣旋降水並會加強。

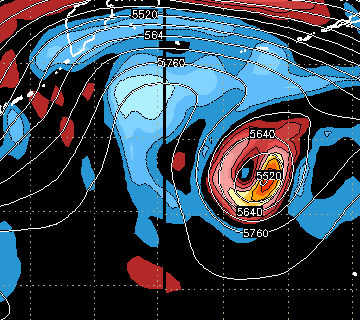
阻塞高氣壓和割離低氣壓出現的時期，稱為阻塞形勢，它們的正負渦度對比十分明顯。

阻塞高壓是暖性高氣壓，長時間滯留在同一地方而且穩定；這些阻塞高氣壓持續時間多於5天，令受它們影響的區域有一段長時間相同的天氣（如部分地區出現持續降水） 。 在北半球，阻塞高氣壓最常於東太平洋和大西洋的春天時出現。阻塞高壓建立前，西風波動振幅會增加而波長縮短。完整環流及閉合等壓線之高壓由西風脊隆起加強發展而成，因振幅劇烈，通常與副极地低压一同出現。
阻塞高氣壓出現時，會令西風帶出現異常型態，主要影響為西風氣流分開南北兩個支流，引致副極地低壓南下，阻塞高氣壓附近引導氣流弱，會阻礙地面天氣系統移動，會間接引致起寒潮、暴雨等極端氣候出現。

## 外部連結
- What Is a Greenland Block? - Jim Andrews, Accuweather.com